# Noroeste Rio-Grandense
Noroeste Rio-Grandense è una mesoregione del Rio Grande do Sul in Brasile.
È una suddivisione creata puramente per fini statistici, pertanto non è un'entità politica o amministrativa.

## Microregioni
È suddivisa in 13 microregioni per un totale di 216 comuni:
- Carazinho
- Cerro Largo
- Cruz Alta
- Erechim
- Frederico Westphalen
- Ijuí
- Não-Me-Toque
- Passo Fundo
- Sananduva
- Santa Rosa
- Santo Ângelo
- Soledade
- Três Passos